# 倫敦大學金匠學院
倫敦大學金匠學院（英語：Goldsmiths, University of London），又譯金史密斯學院，是一所位於英國倫敦的公立研究型大學，隸屬於書院聯邦制大學倫敦大學，主要發展領域為藝術、設計、人文和社會科學，學院於1891年以金匠工藝和娛樂學院（Goldsmiths' Technical and Recreative Institute）之名在New Cross地區建校，後於1904年併入倫敦大學，改名為倫敦大學金匠學院（Goldsmiths' College)；到了2006年，刪除英文中「學院」二字，改為目前的名稱Goldsmiths, University of London（然而，英文中「Goldsmiths' College」仍然是學院的正式法律名稱）。
金匠學院除了是倫敦大學聯盟一份子外，也隸屬於大英國協大學協會和1994年集團。
在歷史上，金匠學院在藝術和社會科學領域有傑出的貢獻，其藝術學院孕育出多名透納獎入圍者與得主，可謂英國最卓著的藝術學院之一，除了藝術外，金匠學院在設計、傳播媒體、文化創意、戲劇、電腦、社會學、人類學等領域中的教學和研究皆有卓越的成績。

## 歷史

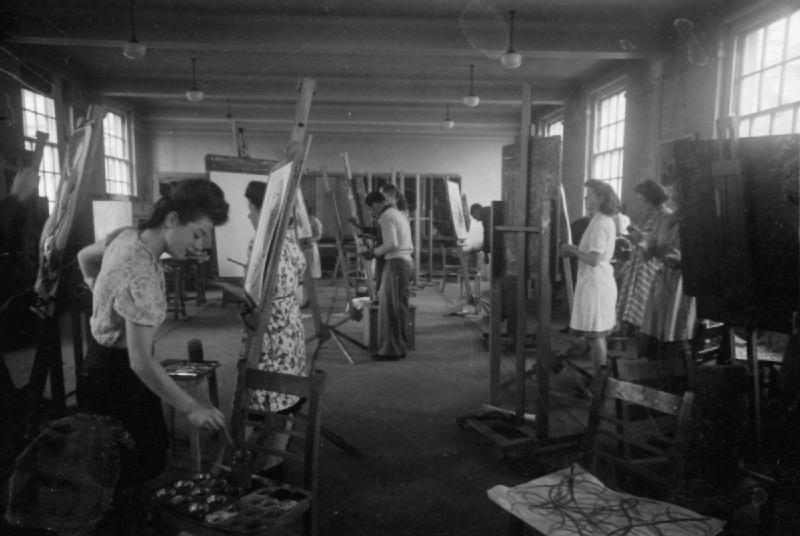
1944年諾丁漢大學中的金匠學院學生

从1792到1838年，The Counter Hill Academy（一个男孩的寄宿学校，在New Cross开业，由蒸馏酒者Deptford和William Goodhew建筑 ）作为Goldsmiths的前身而存在。

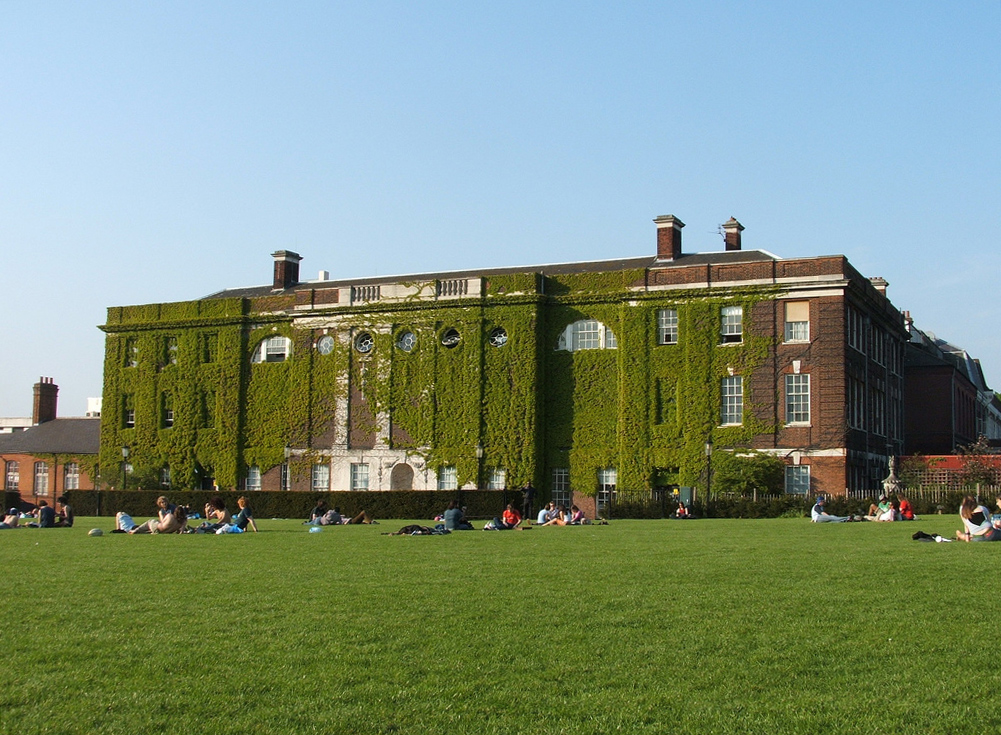
本部大樓（Main Building）

在学校关闭后，the Royal Naval School（皇家海军学校）买了这个地段，然后在1843年修筑了Richard Hoggart Building。在买下这所学校的十年中，这里作为皇家海军军官儿子们的教育机构而存在。

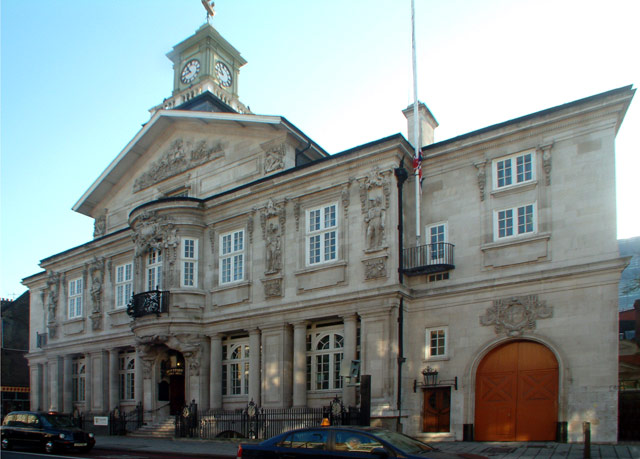
Deptford Town Hall

1891年，伦敦市的Worshipful Company of Goldsmiths創立了金匠工藝和娛樂學院。從12世紀開始，金匠公司（The Goldsmiths' Company）成立了中世紀時期的金匠、銀匠和珠寶工藝師同業公會，擁有如此長的工藝歷史，金匠學院把這些工藝藝術列在重要的教育發展目標。 創校初期，The Livery Company致力於為工業、勞工和工匠階級的工作者推廣技能、知識、和健康的發展環境。大學校區位於新十字(New Cross)，前身為皇家海軍學校（其中Richard Hoggart Building由知名建築師John Shaw Jr.設計)，現在為金匠學院的經典主體建築大樓。
1904年，金匠工藝和娛樂學院併入倫敦大學，並改名為金匠學院。在當時，金匠的教育學院是英國規模最大的師範學校，隨著教育系所的擴張，金匠學院也跟著提供更新穎的課程給師範學生們，如教育研究所和美術教育學系。與此同時，學院也創立護校，培育護理人員。就在學院併入倫敦大學沒多久後，金匠學院於1907年在主大樓後方大興土木，邀請知名建築師設計師雷金纳德·布鲁姆菲尔德為藝術學系建造全新的教學大樓。然而，在第二次世界大戰期間，學院決定將所有的師生到諾丁漢大學，這在當時是明智之舉，因為學院的主樓在1940年被燃燒彈摧毀，耗時七年才修復完工。
在1960年代，金匠學院的學生人數劇增。而金匠在藝術和社會科學領域的研究，也在同時期受到學界的重視，樹立名聲，並提供更多新的師範課程。為了容納更多師生，學院擴建主樓，並新建更多新的教學大樓，如 The Lockwood Building、Whitehead Building、Education Building、Warmington Tower和St James's Hall。此外，學院也在校區附近收購歷史建築，如Deptford Town Hall和 Laurie Grove Baths Buildings來提供給師生使用。
1988年，金匠學院成為倫敦大學的完全學院，並在1990年取得皇家特許狀。2006年，金匠對外名稱刪除「學院」二字，改稱金匠·倫敦大學（Goldsmiths, University of London)，學院的法律正式名稱（Goldsmiths' College)維持不變。過去曾擔任金匠學院的校長包括著名英國社會、文化學者Richard Hoggart、Andrew Rutherford和Ben Pimlott. 現任校長為前BBC總監Pat Loughrey。
金匠學院以偏左翼的學術思潮聞名。為了紀念1989年的天安門事件，金匠將學生會大樓命名為「天安門館」Tiananmen Building 。2010年10月到12月間，學生以「佔領金匠」方式，抗議學費高漲和政府對於高等教育的預算刪減。
第一波的「佔領金匠」抗議活動選擇在Deptford Town Hall駐紮。這股抗爭引起骨牌效應，導致英國其他院校也跟著掀起一系列的佔領運動。面對第一波學生的「佔領金匠」運動，校方的高階管理團隊Senior Management Team (SMT) 出面告知學生會，這佔領運動對學院帶來嚴重損害，之後的佔領運動將從明年的學生會預算中刪減 £15,000，來補償校方的損失。對此，學生會表示校方此作法形同脅迫勒索。自從第一波佔領事件後，隨後了兩場佔領運動都在金匠的圖書館駐紮，並公開譴責金匠SMT刪減高等教育的經費和預算  。面對學生的抗議，金匠SMT仍尚未表態是否將提高學費，或完全刪減對於人文和社會科學教育的教學補助金   。

## 校園環境

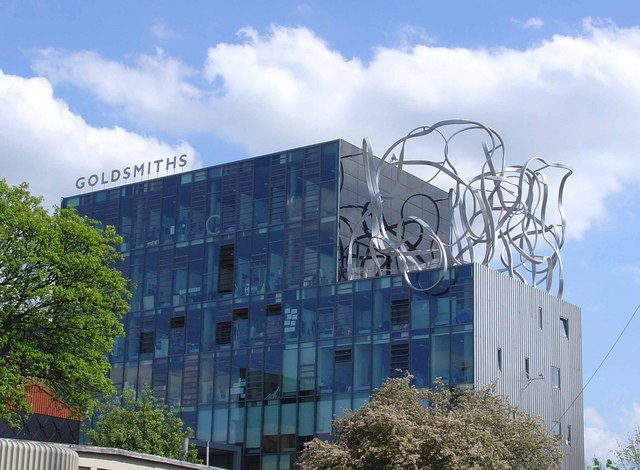
The Ben Pimlott Building

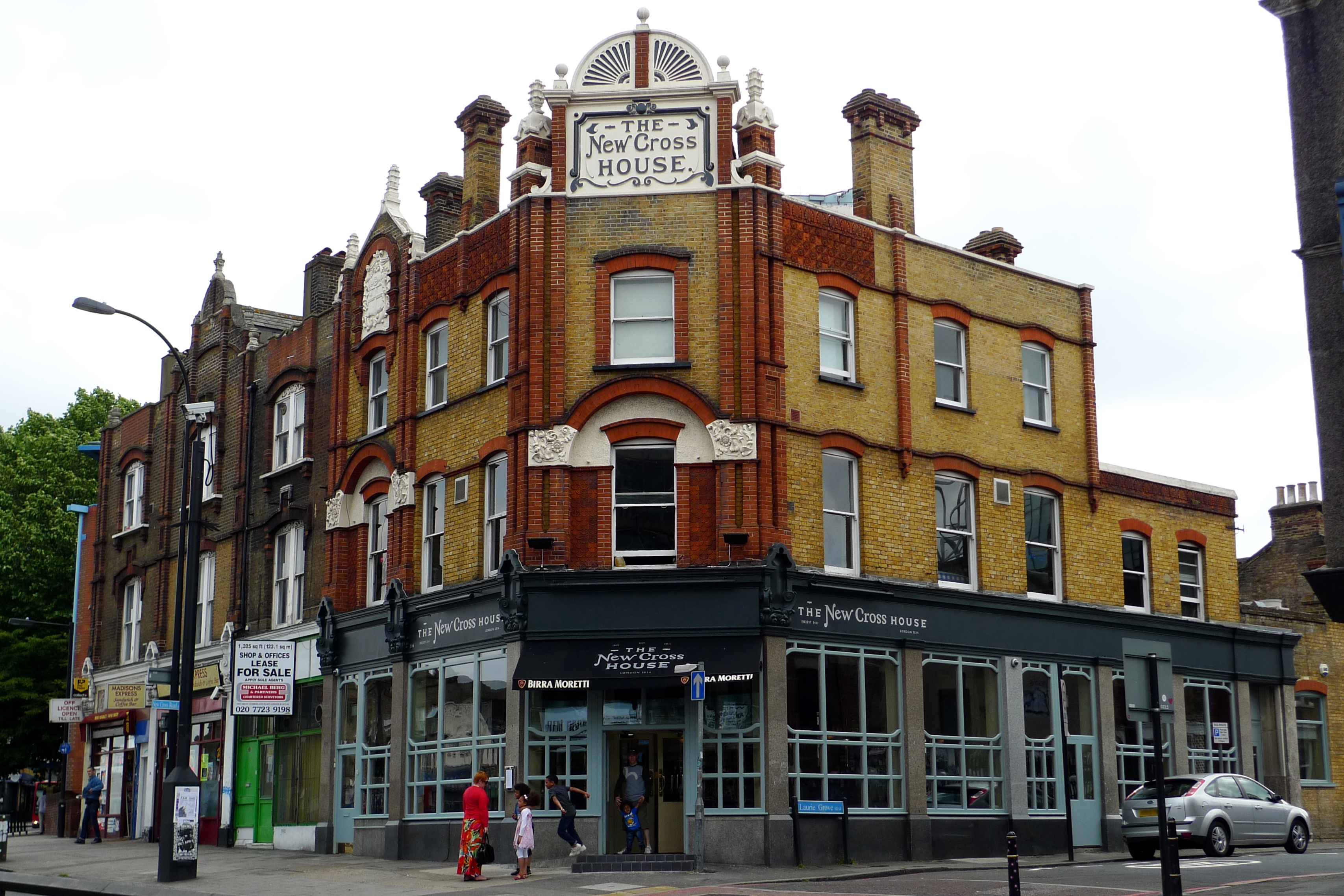
東南倫敦New Cross地區

金匠學院位於倫敦東南區的新十字（New Cross），校區連外大眾運輸工具有公車、火車、地鐵。從倫敦一區搭火車約莫15分鐘的車程就可抵達金匠學院。
倫敦東南側擁有倫敦最「綠」的公園，知名的格林尼治公園、Blackheath等都位在此區。新十字屬於人口稠密，藝文活動蓬勃發展的區域，附近有許多劇場、俱樂部、酒吧等提供休閒娛樂。 
金匠學院的主要建築Richard Hoggart Building是由建築師John Shaw Jr所造，最初是要設計為一所學校（於1844年開幕）。後來金匠學院另外也在校區內蓋了許多現代化的建築，包括落成於1997年，獲得Royal Institute of British Architects建築獎的拉塞佛資訊服務大樓（Rutherford Information Services Building），以及落成於2005年，由Will Alsop所設計的Ben Pimlott Building。
2010年秋季新教學大樓（New Academic Building）正式啟用，設有錄音室、虛擬攝影棚、暗房、動畫製作等工作室，提供傳播媒體、文化研究部門的師生使用。

## 學生生活

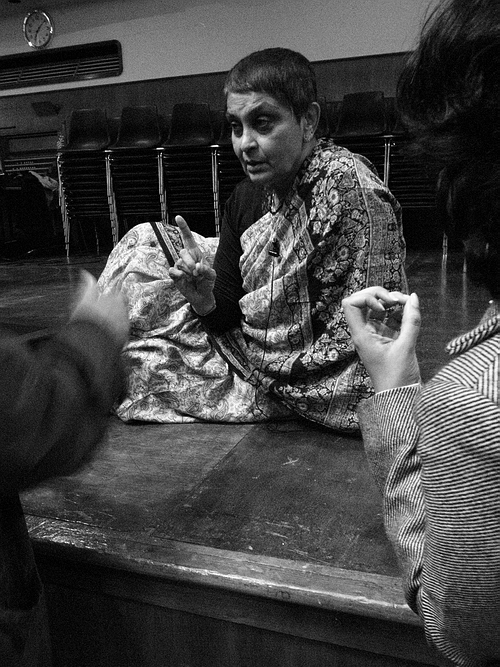
印度籍哲學家贾亚特里·查克拉沃蒂·斯皮瓦克訪問金匠學院

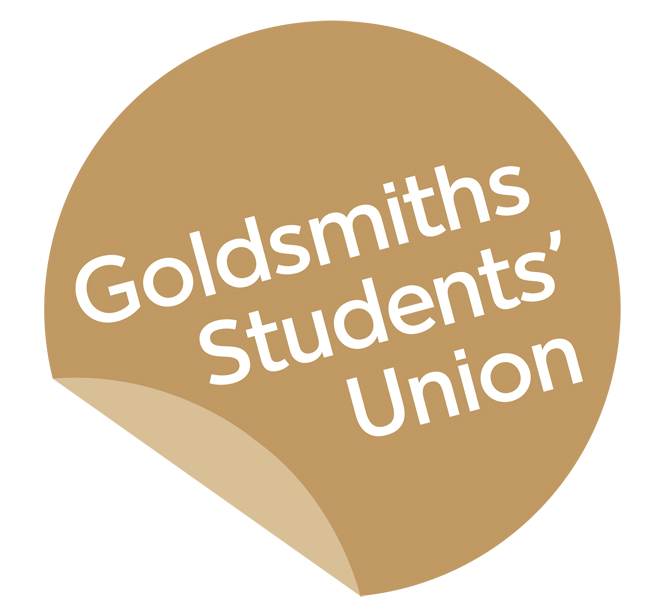
金匠學院學生會Logo

### 學生會
學校設有食堂、校牧室、診所、體育館和學業及社福咨詢中心供學生使用。近年來，學校的學生會相當活躍，積極參與和舉辦活動，如政府削減大學人文和藝術學科的預算、學費調漲、佔領巴勒斯坦領土運動等。於2010和2011年間，學校校長宣佈計劃關閉學校的托嬰設施，學生會因而舉辦「拯救托嬰」活動（Save the Nursery），保護學校的托嬰服務。
學生會的「Stretch」酒吧曾舉辦許多活動，如Quidz pub quiz、電影欣賞、Club Sandwich夜店活動等。學生會也替住學校附近區域的學生提供夜間公車服務。Stretch酒吧裡面有數台40吋高畫質電視螢幕會播放音樂、新聞、運動等節目。金匠學院也會在假日把酒吧租給當地和國際性的樂團、團體表演。知名搖滾樂團布勒就于1989年在學生會酒吧發跡。在成名後，布勒樂團曾在2009年的夏天回到學生會酒吧表演。
學生會酒吧的二樓曾於2008年關閉整修，將二樓改建成咖啡廳，裡面有展覽空間讓學生和社團組織能陳列他們的作品。學生會也出版雜誌《Smiths》、報紙《The Leopard》與可透過網路和FM調頻收聽的廣播電台。所有在金匠學院讀書的學生都會自動成為全國學生會（National Union of Students）的會員，可以使用倫敦大學聯盟的所有設施。

### 運動、社團和傳統
運動校隊和社團由金匠學院學生會管理。學生會管理18個運動社團，其中11個社團參與倫敦大學聯盟與英國大學與學院運動聯盟（British Universities and Colleges Sport）的校際競賽。2011年五月，金匠打敗倫敦藝術大學三度贏得The Arts Varsity Challenge Cup。
學生會管理35個社團，社團性質相當廣泛，有政治性的社團、文化、身份社團（如猶太人社團、LGBT社團），此外也有興趣性的社團，如電影社等。業餘歌劇公司Opera Gold設在校園，公司會在校園選角。
金匠學院經常被英國品牌委員會（Brand Council of the UK）評選為世界最酷的品牌之一。

### 校報
《The Leopard》是倫敦大學金匠學院的校刊。2010年金匠學院的兩名學生Hannah Wright與Johnny Blonde在時任學生會會長James Haywood的幫助下成立了《The Leopard》。校報致力成為學生與信息的橋樑。這份月報涵蓋了校園新聞、社論、體育新聞和社團信息。
《The Leopard》是金匠學院第一份成功創立的報紙。校報是由學生會獨立運作，同時與其他媒體Wired廣播電台和《Smiths》雜誌合作。
學生新聞聯絡網（Student Journalism Network，前身為LSJSN）、倫敦大學聯盟的《London Student》和其他倫敦大學的校報有密切的關係。他們曾於2010年參與報導反縮減（Anti-Cuts）抗議活動。

## 研究和教學
倫敦大學金匠學院開設全日制本科教育、研究所以及哲學碩士、研究型哲學博士學位，和講授類碩士學位。除此之外，它也提供預科課程、資格證書與在職培訓課程。

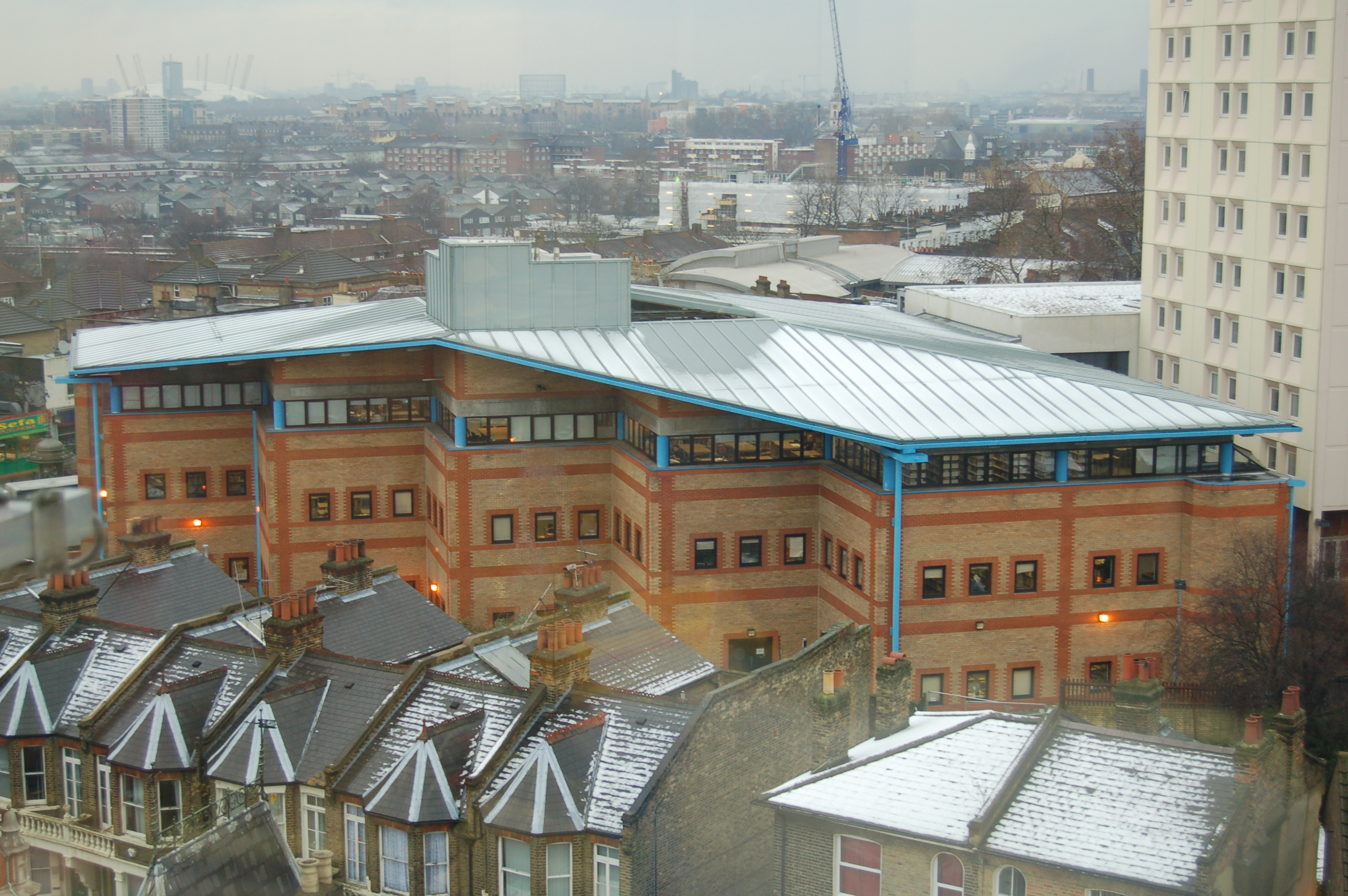
舊圖書館空照圖

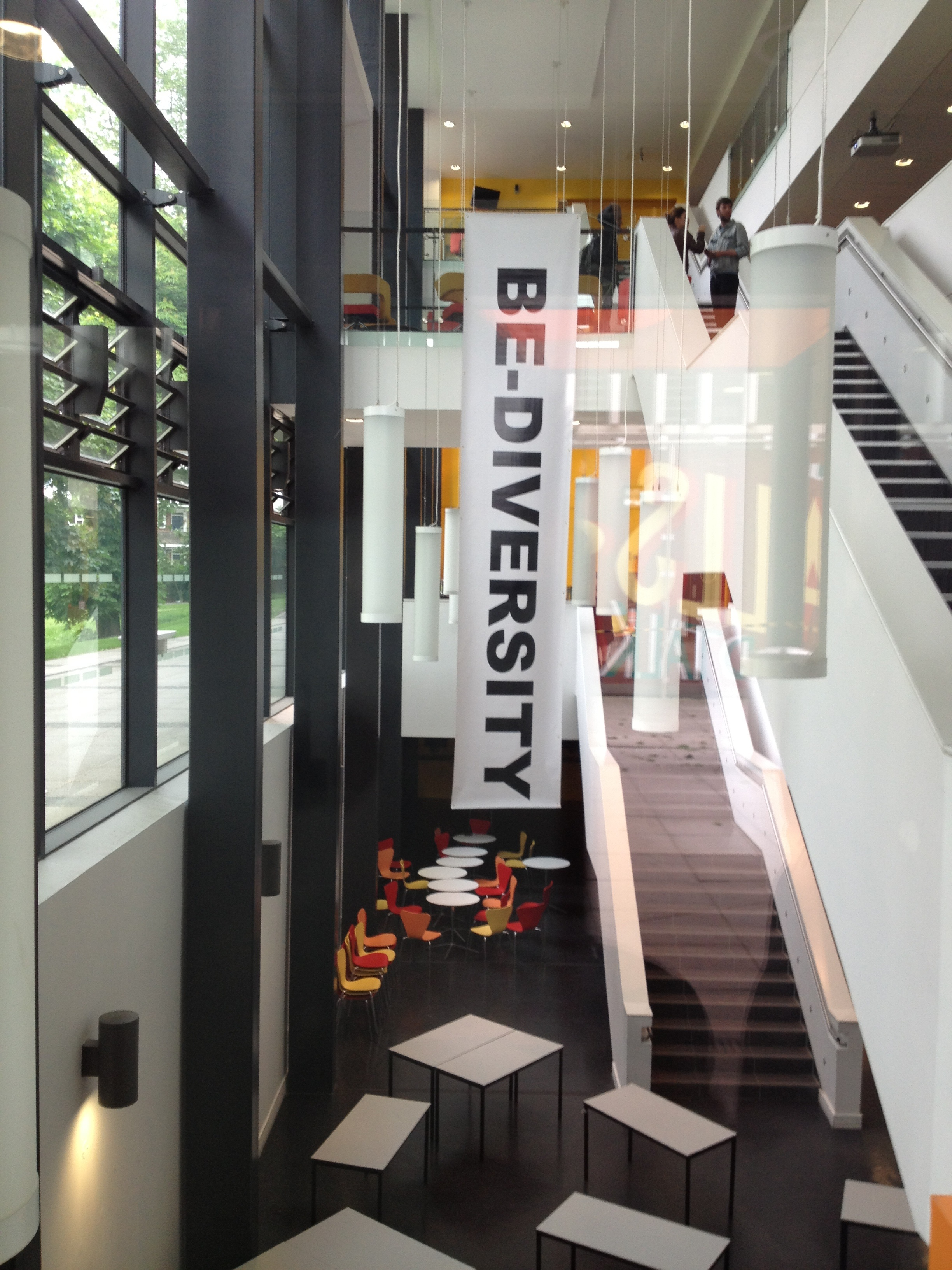
New Academic Building

此校著重於社會科學、新聞學和傳播媒體、藝術設計、電腦科學等領域。藝術設計學院氣氛濃厚，主張多元、多背景的設計氛圍。電腦科學學系為近幾年才創立的學系，目前電腦科學學系也成為學校主要發展學系之一。
目前學校設有20個教學單位。學院、系所如下:
- 人類學系
- 美術系
- 文化研究中心（提供科系包括文化產業、文化學、亞洲文化研究等）
- 英語中心
- 電腦科學
- 孔子舞蹈和表演學院（提供中國舞和藝術）
- 設計學系（提供時裝設計、設計教育、時尚與環境等）
- 教育學系
- 英國和比較文學（提供創意寫作、英國和美國文學、比較文學等）
- 歷史學系
- 創意和文化創業學院（提供藝術管理、文化創意產業、公益創業、文化政策和觀光等）
- 管理學系（提供經濟學、創新管理、職業心理、消費行為研究等）
- 傳播學院（提供新聞學、傳播學、全球媒體與跨文化傳播、公共關係、廣告、政治傳播學系、 電影、編劇、攝影等）
- 音樂系（提供音樂、作曲、音樂產業學系等）
- 政治系（提供政治學、政治经济学與公共政策、國際關係等）
- 心理學系
- 社會、治療和社區學（提供社會工作學系、 治療學系、和社區研究等）
- 社會學系
- 劇場和表演學系（提供劇場藝術、音樂劇、戲劇製作等
- 視覺文化（提供策展、藝術史、建築研究、現代藝術理論等）

## 學術名聲
倫敦大學金匠學院是英國主要的人文科學和社會科學研究型學院之一，主要教學和研究領域為文化藝術和媒體傳播。
- 在2020年的QS世界大學排名中，学校综合排名全球第417名，其中傳播學系排名全球第7、全歐洲第3[18]、藝術與設計排名全球第14、全歐洲第6[19]、人類學系全球第49 [20]、社會學系排名全球第42 [21]。
- 在2021年的泰晤士高等教育世界大學排名中，学校综合排名全球第401-500名，其中人文科學排名全球第176-200名[22]、社會科學排名全球第101-125名[23]、教育學排名全球第201-250名[24]、心理學排名全球第176-200名[25]。
- 在2020年衛報的英國大學排名評鑑(University League Table)中，人類學系排名全英國第16名[26]。
- 在2014英國大學研究評鑑REF (Research Excellence Framework)中，金匠學院的新聞傳播學院排名全國第3名[27]，其綜合排名為56。
- 在2008年英國官方研究評鑑RAE (Research Assessment Exercise)中，金匠學院在學術研究排名上名列第9名[28]，其中社會學系與曼徹斯特大學等校並列全英國第一名[29]，媒體與傳播學系與倫敦政經學院並列全英國第四 [30]。

## 著名校友
倫敦大學金匠學院有許多校友在藝術、設計、新聞傳播、電影、文學、戲劇、音樂、政治、電腦、歷史、體育和視覺具有影響力。知名的校友包括英國布勒樂團、英國時裝設計師薇薇安·魏斯伍德、藝術家盧西安·弗洛伊德、英国当代艺术大奖特纳奖得主达米恩·赫斯特、時裝設計師玛丽·匡特、BBC主播科里·科菲尔德、香港藝人卓韻芝、電影《格雷的五十道陰影》的導演萨姆·泰勒-约翰逊、電影導演史蒂夫·麦奎因、比亚特丽斯郡主。

## 外部連結
- 官方网站
- The official Goldsmiths Students' Union website （页面存档备份，存于）
- 'Smiths' magazine website （页面存档备份，存于）
- 'The Leopard' newspaper website （页面存档备份，存于）
- Goldsmiths, University of London lists of students
- Goldsmiths, University of London military personnel,1914–1918